# Hercegovac
 Hercegovac  è un comune della Croazia di 2 791 abitanti della regione di Bjelovar e della Bilogora.